# Quint Fufidi
Quint Fufidi (en llatí Quintus Fufidius) va ser un magistrat romà del segle i aC. Era natural d'Arpinium i de rang eqüestre.
Va ser un dels tres comissionats enviats l'any [46 aC] per la municipalitat d'Arpinium per recollir les seves rendes a la Gàl·lia Cisalpina. Fufidi es va casar amb una filla de Marc Cesi, edil d'Arpinium i amic de Ciceró. Va ser tribú militar de la legió romana estacionada a Cilícia durant el proconsolat de Ciceró l'any 51 aC. Ciceró el va recomanar a Marc Juni Brut.